# All rights reserved
All rights reserved (на български: Всички права запазени) е формалност за авторски права, която посочва, че носителят на авторските права запазва или притежава за своя собствена употреба всички права, предоставени от закона за авторското право. Възникнала в Конвенцията от 1910 г. в Буенос Айрес, тя вече няма правен ефект във всяка юрисдикция. Въпреки това, все още се използва от много притежатели на авторски права.

## Произход
Фразата произхожда от Конвенцията в Буенос Айрес от 1910 г. Член 3 от Конвенцията предоставя авторско право във всички държави, подписали договора, регистриран в която и да е страна, като декларация, „която посочва запазването на правото на собственост“ в работата. Фразата All rights reserved не е посочена в текста, но отговаря на това изискване.
Други договори за авторско право не изискват тази формалност. Например, през 1952 г. Световната конвенция за авторското право (СКАП) приема символа „©“ като показател за защита. (Символът е въведен в САЩ с изменение от 1954 г. на Закона за авторското право от 1909 г.) Бернската конвенция отхвърля всички формалности в член 4 от преразглеждането от 1908 г., така че авторите се опитват да защитят произведенията си в страни, които са подписали Бернската конвенция, като също не са задължени да използват формулировката All rights reserved. Въпреки това, тъй като не всички поддръжници на Буенос Айрес са членове на Бернската или на СКАП, издател в Буенос Айрес, опитващ се да защити произведение в най-голям брой страни между 1910 г. 1952 г., би използвал както фразата All rights reserved, така и символът за авторски права.

## Отживелица
Изискването за добавяне на известието All rights reserved по същество остарява на 23 август 2000 г., когато Никарагуа става последният член на Конвенцията от Буенос Айрес, който подписва и Бернската конвенция. От тази дата всяка страна, която е била член на Конвенцията от Буенос Айрес (който е единственият договор за авторски права, изискващ това известие да бъде използвано), също е член на Бернската, което изисква защита да бъде предоставена без никаква форма на известие за авторско право.
Фразата продължава да служи като удобна условност, широко използвана от художници, писатели и създатели на съдържание, за да се предотврати двусмислието и да се изясни ясно предупреждението, че тяхното съдържание не може да бъде копирано свободно.